# Ctenotus zebrilla
Ctenotus zebrilla este o specie de șopârle din genul Ctenotus, familia Scincidae, descrisă de Storr 1981. Conform Catalogue of Life specia Ctenotus zebrilla nu are subspecii cunoscute.